# Aspidoscelis sonorae
Aspidoscelis sonorae es una especie de lagarto del género Aspidoscelis, familia Teiidae, orden Squamata.

## Distribución
Se distribuye por América del Norte: Estados Unidos (Arizona, Nuevo México y California).

## Taxonomía
Fue descrita por Lowe & Wright en 1964.
Tratamiento taxonómico
La especie aparece registrada y publicada en Species of the Cnemidophorus exsanguis subgroup of whiptail lizards. Journal of the Arizona Academy of Science 3 (2): 78-80.